# Parque natural de la Albufera
El Parque Natural de la Albufera (en valenciano Parc Natural de l'Albufera) o simplemente La Albufera (del árabe البحيرة al-Buḥayra, «el lago») es un espacio natural protegido español situado en la provincia de Valencia, Comunidad Valenciana. Fue también conocido por los romanos como Nacarum Stagnum y en algunos poemas árabes se le denomina Espejo del sol.
Este paraje de 21 120 ha, que fue declarado parque natural por la Generalidad Valenciana el 8 de julio de 1986, se encuentra situado a unos 10 km al sur de la ciudad de Valencia.
Comprende la albufera, su entorno húmedo y el cordón litoral o restinga adyacente a ambos.
Con fecha 23 de octubre de 1990 se aprobó el documento de Plan Especial de Protección del Parque natural (actualmente derogado por el Tribunal Supremo de España) y el Decreto 96/1995, de 16 de mayo, aprobó el Plan de Ordenación de los Recursos Naturales (PORN) de la Cuenca Hidrográfica de la Albufera. El 19 de noviembre de 2004, fue aprobado por el Consejo de la Generalidad Valenciana el decreto 259/2004 por el que se establece el Plan Rector de Uso y Gestión (PRUG) de la Albufera.
En 1902, el escritor valenciano Vicente Blasco Ibáñez escribió la novela Cañas y barro, ambientada en la Albufera de principios de siglo XX.
La albufera de Valencia es una laguna costera somera (profundidad media de 1 m) situada en la costa mediterránea al sur de la ciudad de Valencia. Ocupa una superficie de 23,94 km² y está rodeada de 223 km² de arrozales. Su cuenca hidrográfica se extiende por 917,1 km², desde el nivel del mar hasta una altitud de unos 1000 m s. n. m. Está separada del mar por una estrecha barra litoral (restinga) arenosa con dunas estabilizadas por un bosque de pinos (dehesa del Saler). La Albufera es una zona de paso para muchas especies de aves migratorias.
Su valor ecológico es muy grande ya que aquí se encuentran especies de gran valor ecológico en peligro de extinción, como el fartet o el samarugo. Además es una de las pocas albuferas que se conservan en buen estado en la Comunidad Valenciana, cuya costa antiguamente estaba formada por una sucesión de albuferas y marjales. Hoy en día aún se pueden ver la sucesión de marjales en toda la costa valenciana, aunque de menor tamaño que la Albufera de Valencia, desde el marjal de Pego-Oliva, el marjal de Jaraco, el marjal de Rafalell y Vistabella en la pedanía valenciana de Rafalell y Vistabella, el Marjal del moro en Puzol-Sagunto, o el marjal de Almenara, entre otros.

## Geografía

### Municipios comprendidos
El conjunto de municipios que comprenden el territorio del parque natural de la Albufera se divide en cuatro comarcas, la Ribera Alta, la Ribera Baja, la Huerta Sur y la Ciudad de Valencia, y a su vez, muchos de estos municipios cuentan con pedanías dentro del ámbito territorial del parque natural. Son 13 los términos municipales comprendidos en el parque.

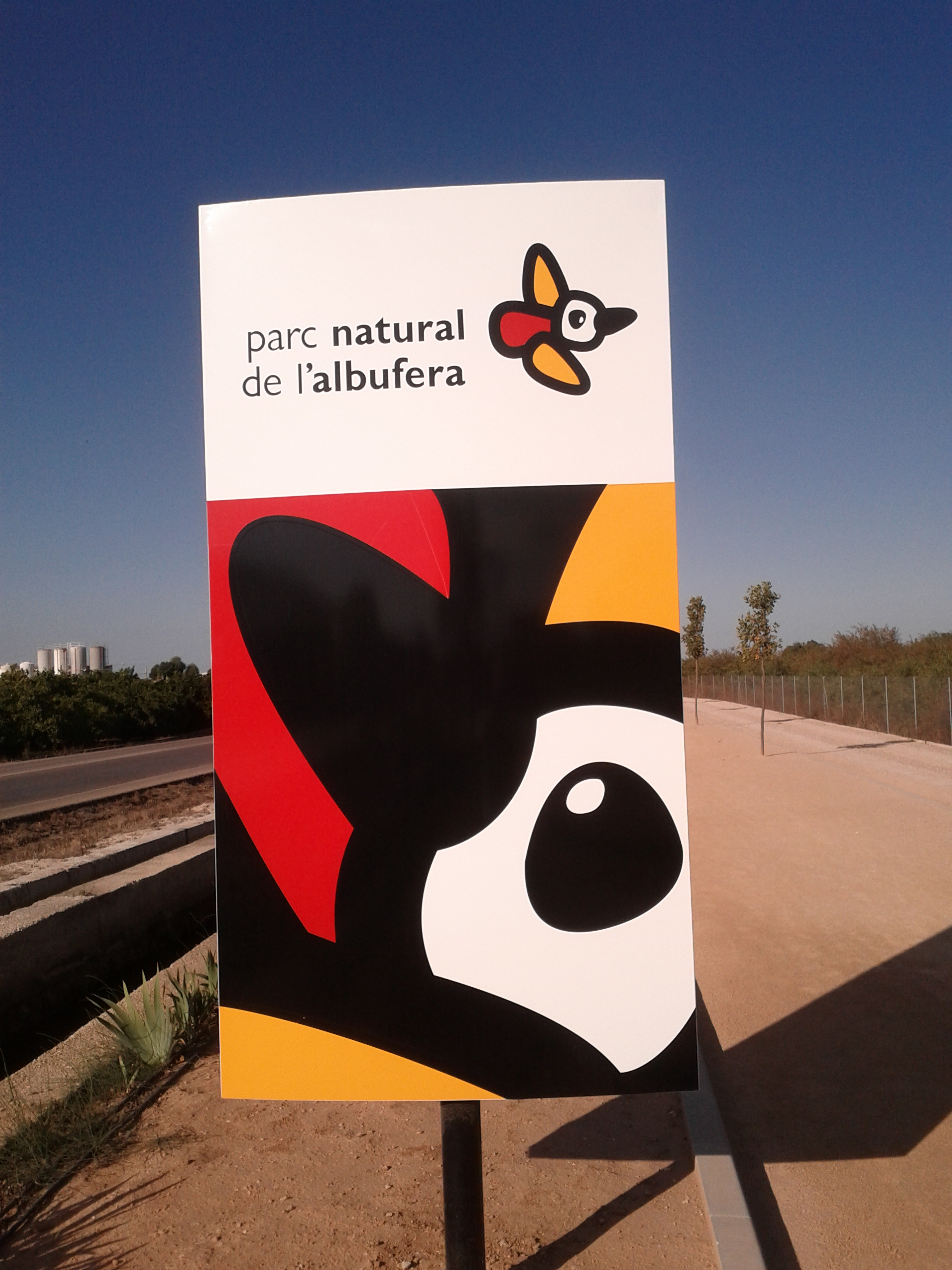
Cartel indicativo del parque

| Comarca              | Municipio                                                                                               | Pedanías                                                        |
| -------------------- | --- | --------------------------------------------------------------- |
| Valencia             | Valencia                                                                                                | Castellar-Oliveral, El Palmar, El Perellonet, Pinedo y El Saler |
| Huerta Sur           | Albal                                                                                                   |                                                                 |
| Huerta Sur           | Alfafar                                                                                                 | El Tremolar                                                     |
| Huerta Sur           | Beniparrell                                                                                             |                                                                 |
| Huerta Sur           | Catarroja                                                                                               | Puerto de Catarroja                                             |
| Huerta Sur           | Masanasa                                                                                                |                                                                 |
| Huerta Sur           | Sedaví                                                                                                  |                                                                 |
| Huerta Sur           | Silla                                                                                                   |                                                                 |
| Ribera Alta          | |                                                                 |
| Algemesí             | |                                                                 |
| Ribera Baja          | |                                                                 |
| Albalat de la Ribera | |                                                                 |
| Cullera              | Mareny de Sant Llorenç y Marenyet                                                                       |                                                                 |
| Sollana              | El Romaní                                                                                               |                                                                 |
| Sueca                | Mareny Blau, Mareny de Barraquetes, Mareny de Vilches, Les Palmeres, El Perelló, El Pouet y Vega de Mar |                                                                 |

### Vías de comunicación

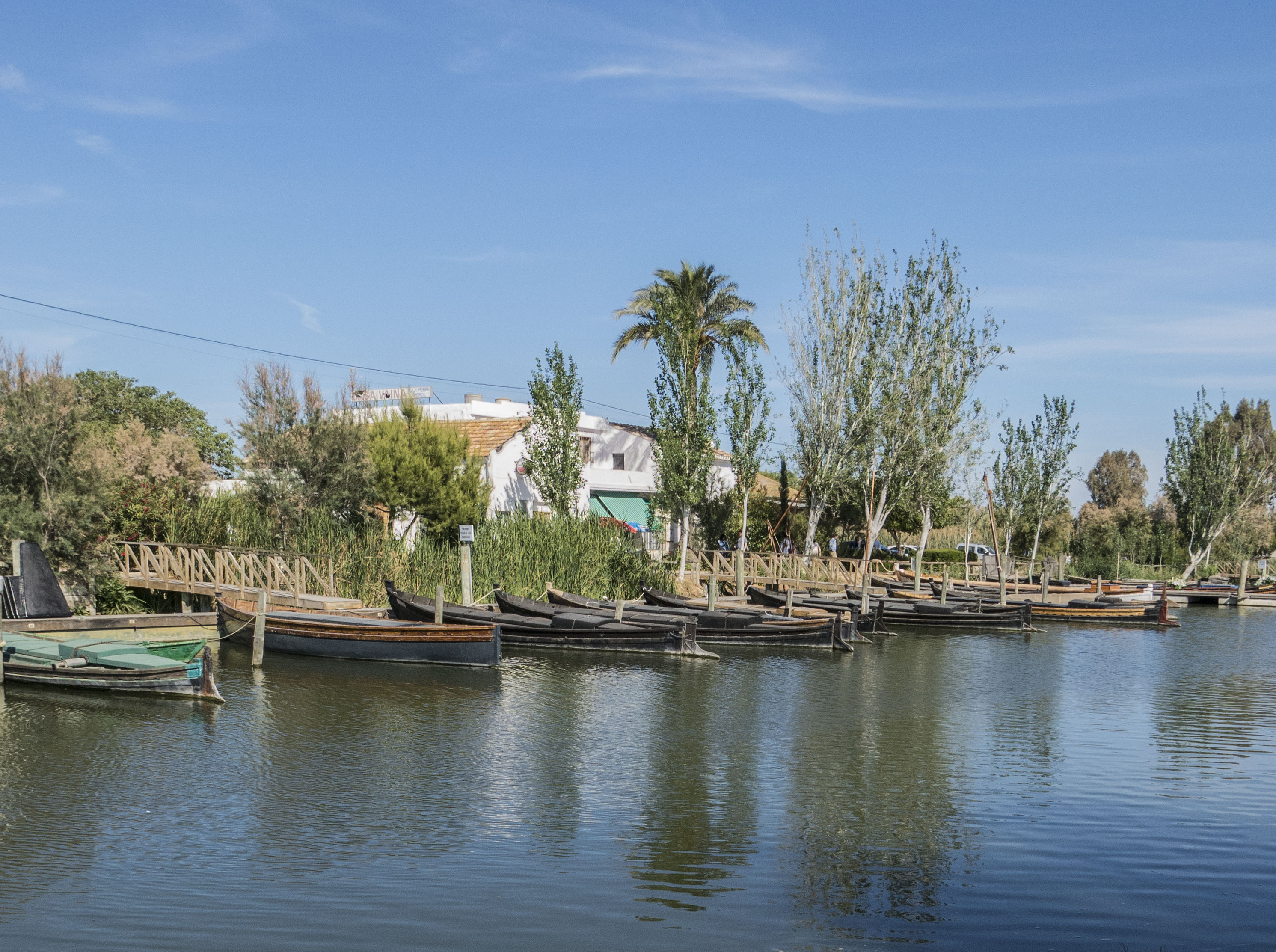
Puerto de Catarroja

La principal vía de acceso al parque es la autopista de El Saler (V-15) que partiendo de Valencia atraviesa el parque de norte a sur hasta El Saler, donde se prolonga en forma de carretera convencional hasta Sueca (CV-500), y en Les Palmeres enlaza con la carretera CV-502, que se dirige a Cullera. Otra vía de acceso a la zona norte del parque natural es la CV-401, la cual va de la zona comercial de Alfafar hasta la pedanía valenciana de El Saler.
Al suroeste del parque transcurre la N-332, la cual atraviesa el parque desde Sollana hasta Sueca, aunque en la actualidad se están llevando a cabo las obras para convertir esta carretera en la Autovía Valencia-Almería por la costa. También son importantes las autovías urbanas de la pista de Silla (V-31) y la circunvalación sur de Valencia (V-30), las cuales sirven de límite artificial al parque.
Además de estas vías, hay que destacar que el parque natural de la Albufera está atravesado por infinidad de caminos rurales y vías pecuarias, las cuales conectan las diversas zonas del parque y los distintos núcleos urbanos de la zona. También existen distintos puertos fluviales, como los de Catarroja, El Tremolar, Silla y Sollana, así como embarcaderos en El Palmar y El Saler.

### Clima

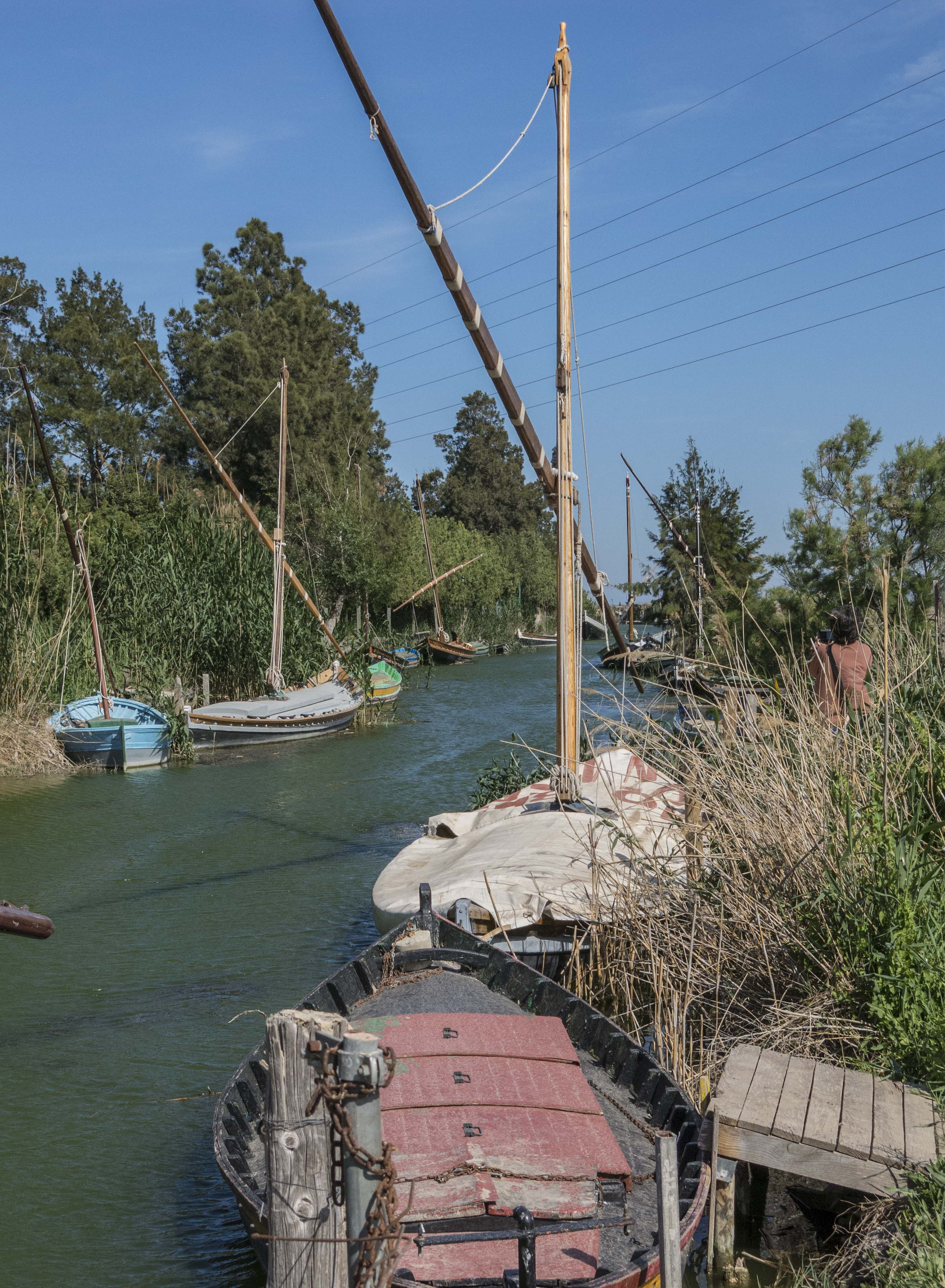
Puerto de Silla

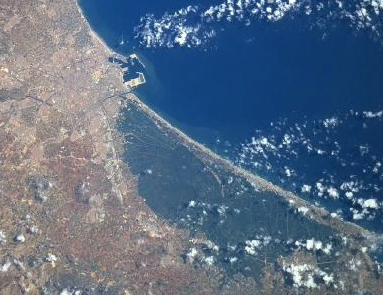
Imagen satelital de la albufera

u clima es mediterráneo, suave, con una humedad promedio anual del 65%. Su temperatura media es de 17,8 °C. Como muestra la gráfica, sus valores medios oscilan entre los 11,5 °C de enero y los 25,5 °C de agosto.
Las precipitaciones son de 454 mm al año. Suelen ser de gran intensidad y concentradas en otoño, fenómeno que se conoce como gota fría.
Observatorio de la ciudad de Valencia. Altitud 11 m. Latitud 39 28 48. Longitud 0 22 52.
|                    | Enero | Febrero | Marzo | Abril | Mayo | Junio | Julio | Agosto | Septiembre | Octubre | Noviembre | Diciembre | Año  |
| Temperatura media  | 11,5  | 12,6    | 13,9  | 15,5  | 18,4 | 22,1  | 24,9  | 25,5   | 23,1       | 19,1    | 14,9      | 12,4      | 17,8 |
| Temperatura máxima | 16,1  | 17,2    | 18,7  | 20,2  | 22,8 | 26,2  | 29,1  | 29,6   | 27,6       | 23,6    | 19,5      | 16,8      | 22,3 |
| Temperatura mínima | 7,0   | 7,9     | 9,0   | 10,8  | 14,1 | 17,9  | 20,8  | 21,4   | 18,6       | 14,5    | 10,4      | 8,1       | 13,4 |
| Precipitaciones    | 36    | 32      | 35    | 37    | 34   | 23    | 9     | 19     | 51         | 74      | 51        | 52        | 454  |
| Humedad            | 63    | 61      | 61    | 60    | 65   | 65    | 66    | 68     | 67         | 66      | 65        | 65        | 65   |

|                   | Enero | Febrero | Marzo | Abril | Mayo | Junio | Julio | Agosto | Septiembre | Octubre | Noviembre | Diciembre | Año  |
| Días con lluvia   | 4     | 3       | 4     | 5     | 5    | 3     | 1     | 2      | 4          | 5       | 4         | 5         | 44   |
| Días con nieve    | 0     | 0       | 0     | 0     | 0    | 0     | 0     | 0      | 0          | 0       | 0         | 0         | 0    |
| Días con tormenta | 0     | 0       | 1     | 1     | 2    | 2     | 2     | 3      | 3          | 2       | 1         | 0         | 18   |
| Días con niebla   | 1     | 2       | 1     | 1     | 1    | 1     | 0     | 1      | 1          | 0       | 1         | 1         | 10   |
| Días con heladas  | 0     | 0       | 0     | 0     | 0    | 0     | 0     | 0      | 0          | 0       | 0         | 0         | 0    |
| Días de sol       | 9     | 6       | 7     | 5     | 5    | 8     | 13    | 10     | 7          | 6       | 7         | 7         | 91   |
| Horas de sol      | 169   | 169     | 212   | 229   | 256  | 271   | 314   | 285    | 237        | 201     | 167       | 150       | 2660 |

### Hidrografía

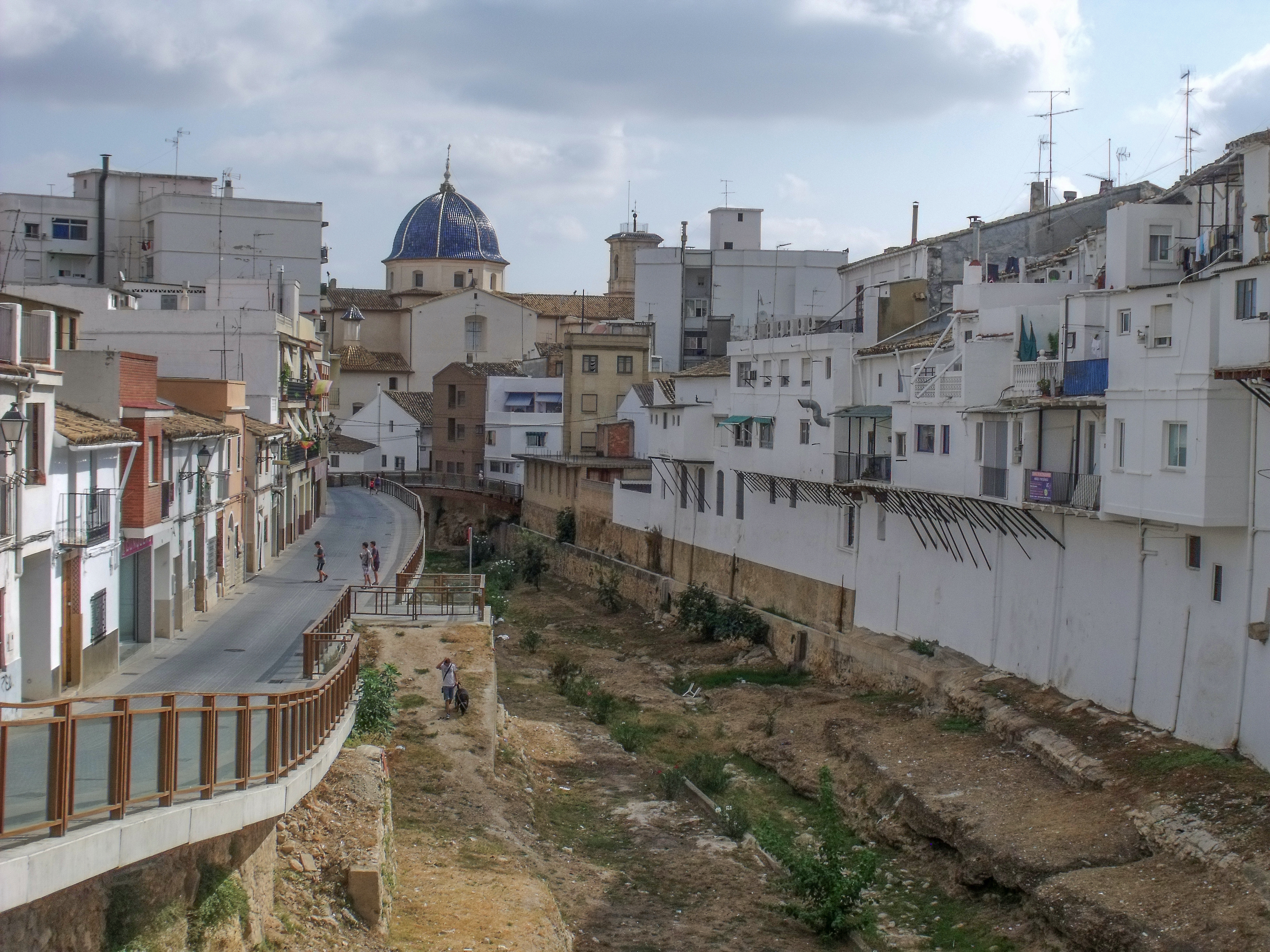
Rambla del Poyo en Chiva

La cuenca vierte a la Albufera por diversos barrancos o ramblas. Los más importantes que llegan son: la Rambla del Poyo (también conocido como barranco de Torrente, barranco de Masanasa o barranco de Chiva), cuya cuenca tiene 367,6 km² (el 40 % de la cuenca total); el Barranco de Picasent (también conocido como barranco de Beniparrell); el Barranc dels Algadins tiene una superficie de cuenca de 23 km², y la mayor parte de su cuenca está ubicada en el término municipal de Alginet, aunque también discurre por el término de Algemesí. Este barranco pierde la definición de su cauce en Algemesí, convirtiéndose en una acequia, la cual desagua en la Albufera.
Aunque la Albufera tiene una cuenca hidrológica propia, la realidad es que ésta sólo proporciona una pequeña parte de las aportaciones, mientras que la gran mayoría de las aguas llegan desde los ríos Júcar y Turia (en menor medida). En este sentido, la Albufera es parte integrante del esquema hidrológico del río Júcar, pues recibe además por una red de sesentaytres acequias el agua sobrante del riego. Estas acequias también recogen parte de los vertidos de aguas residuales de poblaciones de los alrededores, como El Romaní. Las acequias de la Vega de Valencia toman las aguas del río Turia después de la Acequia Real de Moncada, aprovechando los últimos caudales, y dejando sus sobrantes y escorrentías para la acequia del Oro y los regadíos de Francos y Marjales de la Albufera de Valencia.
Además existen aportes de manantiales que surgen del fondo y de los alrededores de la laguna, cuyas aguas recoge también la red de acequias que cruzan los arrozales, así como las aguas procedentes de las depuradoras de Pinedo, Quart-Benager y Albufera Sur.

#### Las acequias

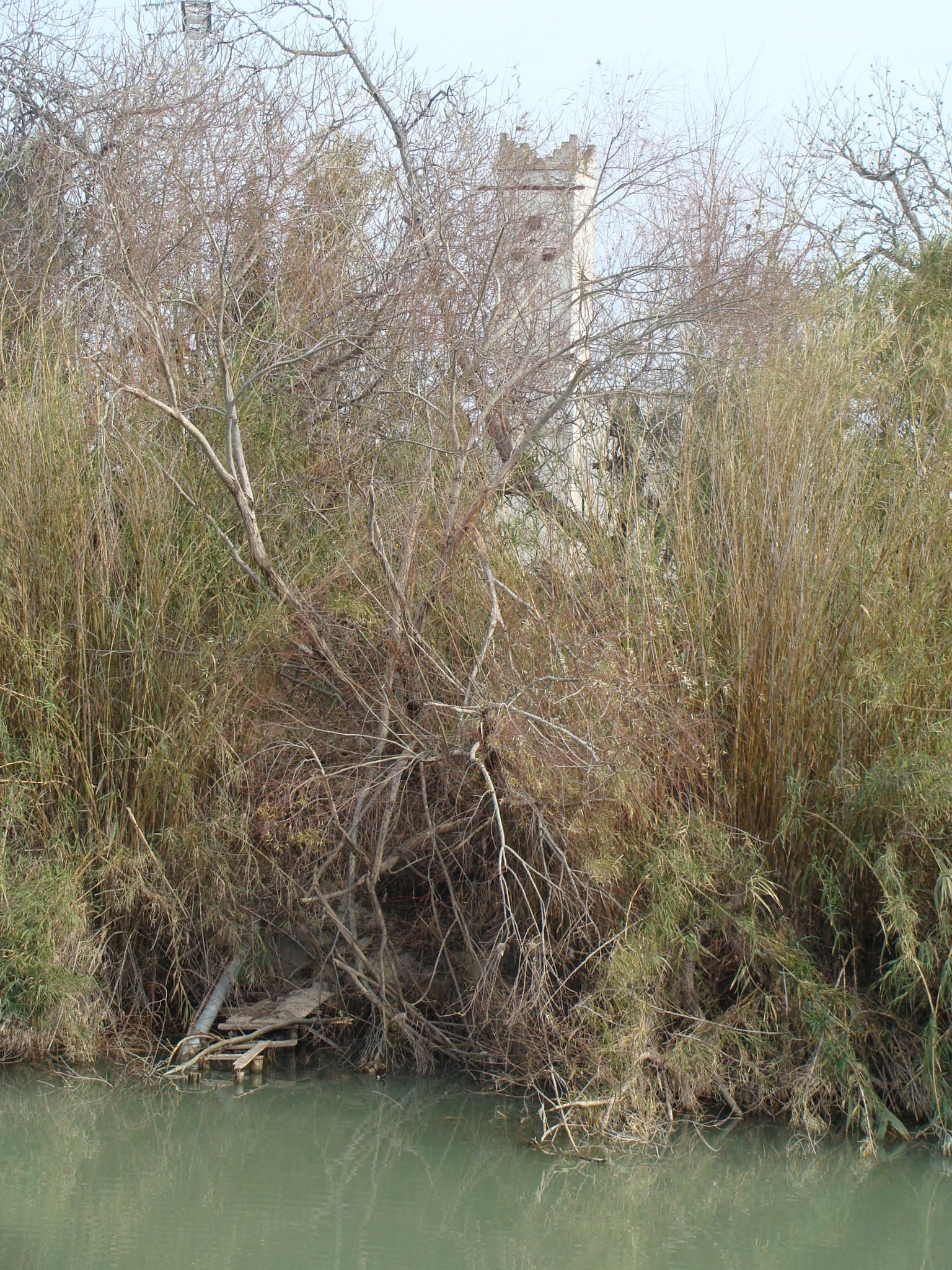
Bombeo del agua del Júcar para el riego de los arrozales de Sueca

Desde la época romana y musulmana, la zona cuenta con una importante red de acequias y canales para el riego. Una de las más importantes es la Acequia Real del Júcar, la cual es el canal de riego que proporciona el agua a la mayor parte de las huertas y los arrozales situados en el entorno de la Albufera; su caudal medio en los periodos de riego es de 15 m³/s. Desagua indirectamente en la Albufera, ya que aporta los caudales sobrantes por distintos canales que desembocan directamente en el lago: l'Alqueresia, Barranquet, La Foia, Nova de Silla y termina en la acequia de Albal.
La acequia madre de Sueca, por su parte, da servicio a los arrozales de la zona sur de la Albufera; su caudal medio en los periodos de riego es de 13 m³/s. Las aguas llegan a la Albufera por la acequia Nova que termina en la acequia Dreta.
Mientras que la Acequia de Favara, una de las ocho acequias de la Vega de Valencia que están bajo la jurisdicción del Tribunal de las Aguas de Valencia, riega las huertas y campos del margen derecho del antiguo río Turia dominados por esta acequia hasta la acequia de Rovella y los arrozales del noroeste de la Albufera de Valencia, terminando en el canal del Port de Catarroja. Al igual que la Acequia del Oro, la cual es la última acequia de la Huerta de Valencia, que da riego a las tierras del margen derecho del río Turia comprendidas entre el cauce del río, al sur del mismo, y el mar Mediterráneo, en su mayor parte tierras del arrozal de la zona norte del parque natural de la Albufera, terminando sus aguas en la Albufera por el canal del Port de El Saler y la acequia de Rabisanxo.

## Historia

### Formación
El origen del lago de la Albufera se remonta a comienzos del Pleistoceno. Su formación es el resultado del cierre de una antigua bahía (formada como consecuencia del hundimiento de la llanura valenciana) por un amplio cordón litoral entre los ríos Júcar y Turia, es decir, entre Valencia y Cullera (unos 30 km). La separación definitiva entre la Albufera y el mar se dio durante la época romana. Entonces la superficie del lago era mucho mayor (en torno a 30.000 ha) pero con el paso de los años y debido al interés en obtener nuevas zonas de cultivo (especialmente de arroz) sumado al efecto de la colmatación (consistente en una acumulación progresiva de sedimentos) se ha ido disminuyendo de tamaño hasta las 2800 ha actuales.

### Edad Antigua

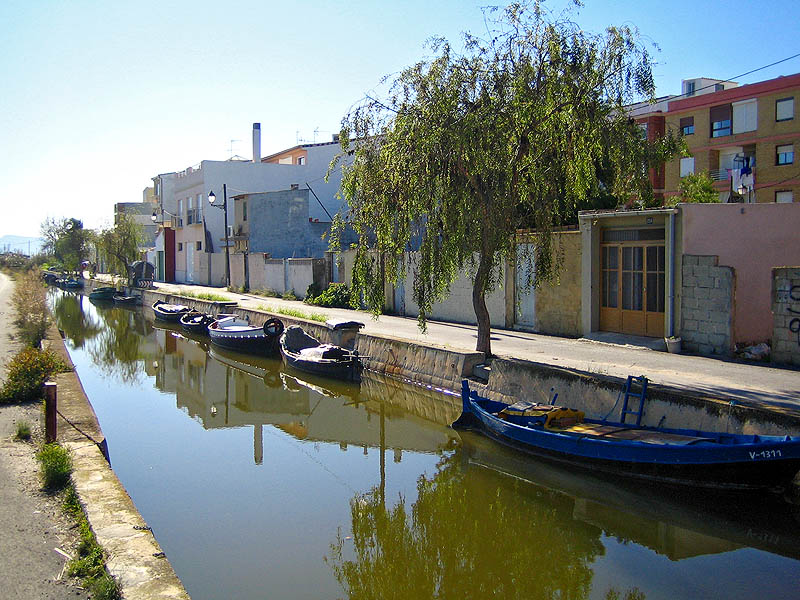
Calle y canal en El Palmar

Levántase allí la ciudad de Cicana (Sueca) llamada así por los íberos a causa del próximo río que toma su nombre Sicano (el Júcar) y no lejos del desparramiento de las aguas de este, el río Turia rodea la ciudad de Valentia, más por la parte que la tierra se aparta del mar a larga distancia, la región ofrece a la vista sus espaldas llenas de malezas, por allí vivían apacentando numerosos rebaños los beribraces, gente bozal y feroz que alimentándose con leche y queso sustancioso vivían robusta a manera de fieras. Por detrás de esto corre la sierra Capasia con mucha elevación y aquellas playas desnudas de vegetación se extienden hasta los términos de la derruida Chersoneso. Junto a ellas se extiende el lago de las nácaras (la Albufera) y en medio de él se levanta una pequeña isla (la Montaña de los Santos) que produce olivos y por esta razón está consagrada a Minerva.

### Edad Media y Moderna
Durante la etapa islámica de la Península, el emir de Zaragoza, Mostahim, recibió la Albufera como premio por su alianza con el Cid para la toma de Valencia.
La pesca se reconoció legalmente desde el año 1250, cuando un grupo de habitantes del entonces poblado de Ruzafa (actualmente de Valencia) se trasladó e instaló a la isla de El Palmar para poder pescar de manera más sencilla y cómoda. Al tiempo, esta legalidad fue reconocida en las poblaciones de Silla y Catarroja. Jaime I quedó tan maravillado que decidió que «aunque en el Reino, se considerarán fuera del mismo y del término de la ciudad de Valencia, dejándolas anexionadas al Patrimonio del Príncipe».
En 1250, en Morella, tras haber sido incluido en los bienes de la Corona, se dictó un privilegio el 21 de enero, por el cual cualquiera podía pescar en el lago, con la condición de abonar una quinta parte.
Pueden encontrarse edictos sobre la Albufera con concesiones o ratificaciones de prácticamente todos los reyes, como Pedro I, Juan II, Alfonso II, Martín I, Fernando I, Carlos I, Felipe II y Felipe IV, entre otros.
En 1671, se prohibió la entrada en la Albufera, sus límites y la Dehesa. La descripción de la fauna demuestra que prácticamente se conservaba en todo su esplendor. Carlos III cambió nuevamente las ordenanzas y se comenzaron a arrendar los puestos de caza, reservando dos, Uchana y Rinconcito, para el capitán general y cediendo dos días al año a quien quisiera cazar.

### Edad Contemporánea

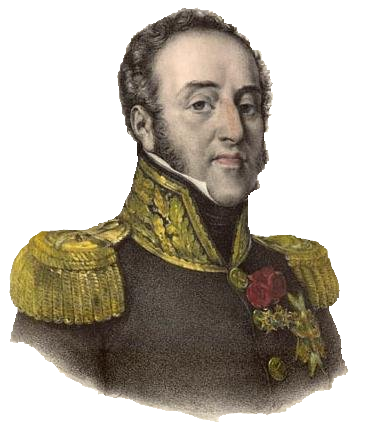
Retrato de Louis Gabriel, del Duque de la Albufera, por Delpech, 1830

Al llegar el siglo XIX, se encontró una prueba de las condiciones que mantenía la Albufera y la impresión que causó en los invasores franceses; José Bonaparte, a petición propia, le concedió al Mariscal Suchet el título de Duque de la Albufera. Suchet fue el señor del lago y su entorno hasta 1818, cuando el rey Fernando VII recuperó el trono.
Fue a partir del segundo tercio del siglo XIX cuando el lago empezó a estrecharse debido a la práctica de enterrar el lago, para cultivar arroz especialmente. La fauna poco a poco se reducía al mismo ritmo, encontrándose ya únicamente caza menor.
El 12 de mayo de 1865, el lago y la Dehesa pasaron a ser propiedad del Estado, terminando con más de seis siglos de propiedad real. En 1911, tanto el lago como su Dehesa, pasan a ser propiedad de la ciudad de Valencia, para que todos los valencianos fueran propietarios de este espacio natural de gran valor ecológico, ambiental y paisajístico, aunque la adquisición definitiva no se realizó hasta 1927, por un precio de 1 062 980'40 pesetas.
A mediados del siglo XX, se realizó un proyecto para construir el aeropuerto de Valencia en el entorno de la Dehesa, y trasladar allí los vuelos que se realizaban en la Malvarrosa, pero finalmente, por problemas de cimentación se trasladó de ubicación a la actual de Manises.
En 1962, se autorizó la redacción de un plan para la urbanización de la Montaña de la Dehesa, al tiempo que el Ayuntamiento de Valencia cedía al Ministerio de Información y Turismo unos terrenos destinados a la edificación de un parador y el emplazamiento de un campo de golf. En 1967, se aprobó por el municipio el Plan de Ordenación del Saler y con ello se lanzó el proceso de urbanización. En 1971 se concedieron 63 ha a una sociedad privada para la explotación de un hipódromo.
Aunque anteriormente ya se habían producido informes por parte de la Real Sociedad Española de Historia Natural señalando la preocupación por el futuro del entorno natural de la Albufera, es a inicios de los años setenta cuando las denuncias de Félix Rodríguez de la Fuente en la televisión producen las primeras polémicas públicas. Debido a estas y a su eco entre biólogos, periodistas y el incipiente movimiento ecologista, en 1973 el Ayuntamiento suspendió las subastas de parcelas. En 1974, el consistorio redujo a la mitad la superficie edificable prevista.
Durante la Transición, las fuerzas políticas y asociaciones vecinales insistieron en el uso público de la Albufera y la Dehesa. De 852 ha previstas, solo se urbanizaron 40 destinadas a viales. Con la llegada de los ayuntamientos democráticos en 1979 se produjo un giro hacia una política más proteccionista y conservacionista.

## Unidades ambientales y paisajísticas

### La Dehesa del Saler

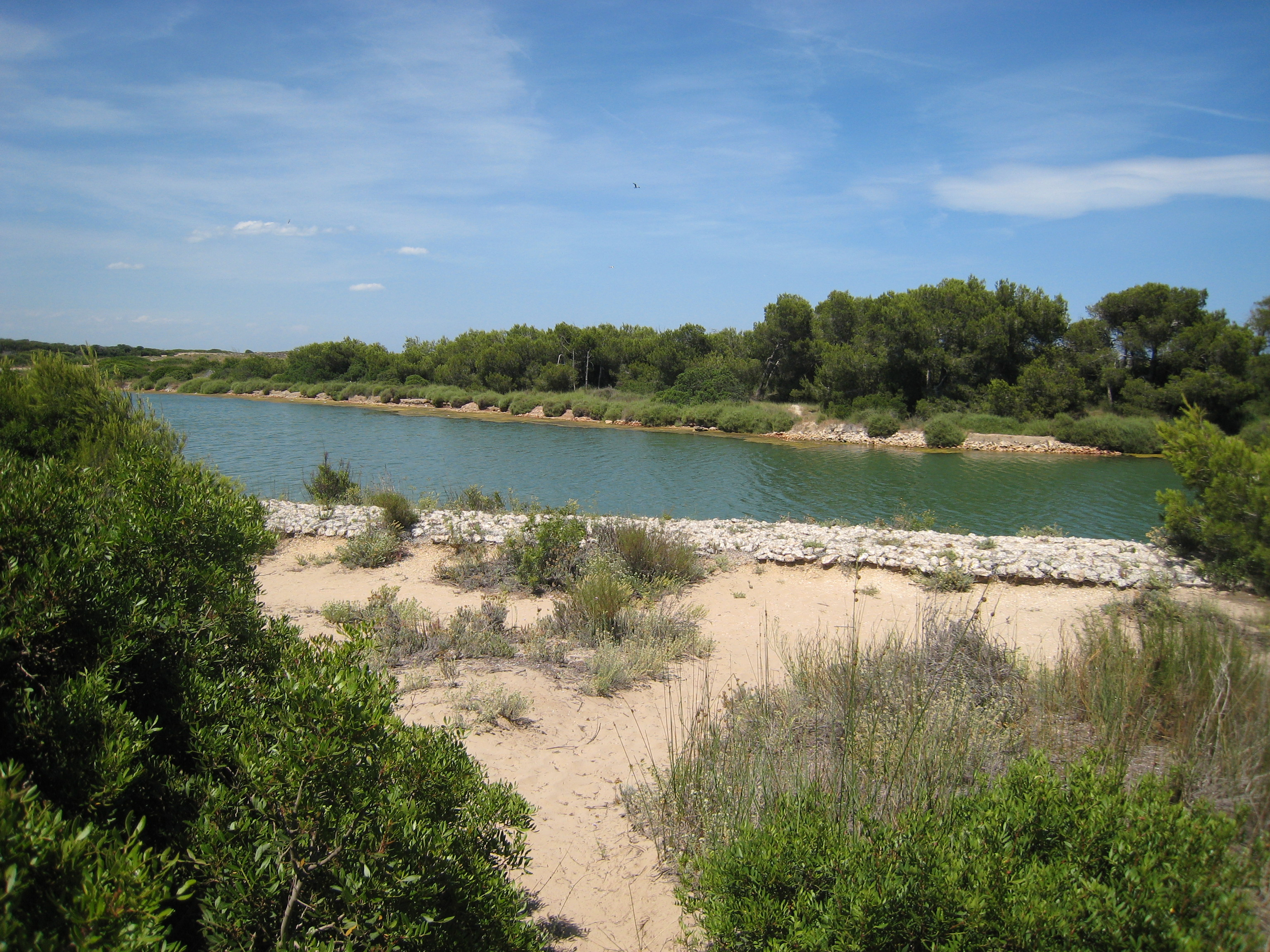
Lago artificial, Dehesa del Saler

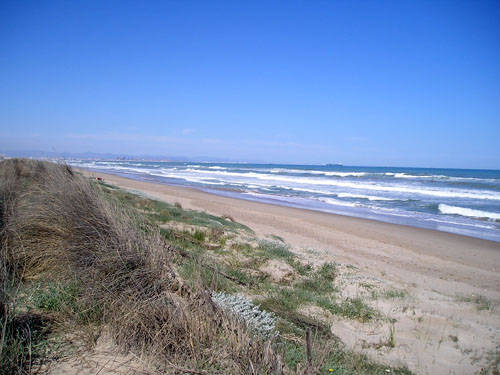
Playa de la Dehesa del Saler

La Dehesa del Saler, situada en la amplia restinga que se extiende entre las desembocaduras del Turia y del Júcar, forma parte de la primitiva flecha litoral que ocasionó el cierre de la Albufera de Valencia. Es en la actualidad uno de los fenómenos litorales más interesantes de la península ibérica, tanto por su extensión como por ser uno de los pocos medios sedimentarios palustres todavía funcionales.
Un factor decisivo en la evolución de la costa, sería la deriva litoral, la cual sigue la dirección, predominantemente, norte al sur con intensidad suficiente como para arrastrar los sedimentos que aportan los ríos. La acción eólica también contribuye a la formación de dunas y a reforzar el espesor y la anchura de la restinga que separa el mar de lago. La restinga se ha formado en dos etapas: en la primera época se formó la parte del marjal y el campo de dunas más próximo a la Albufera; mientras que el campo de dunas marítimo y las playas se han formado posteriormente (desde la Edad del Bronce).
En origen, la Albufera se comunicaba con el mar por una o varias amplias bocas (golas en valenciano) que unas veces desaguarían las aguas continentales del lago, y otras darían paso a las aguas salobres del mar. Actualmente, la Albufera está conectada con el mar a través de tres canales: la gola de Puchol, la gola del Perellonet y la gola del Perelló.

#### Las depresiones intradunares(malladas)
Entre los dos conjuntos dunares y puntualmente dentro de estos, existen áreas deprimidas caracterizadas por sus suelos poco permeables y la presencia del nivel freático próximo a su superficie. Las malladas y saladares han sufrido procesos de degradación antrópica con aterramientos, desecaciones y drenajes que les han afectado de forma importante. Pese a esto, todavía quedan algunas malladas en buen estado y con una fauna y flora característica, incluyendo el fartet o el samarugo.

### El marjal

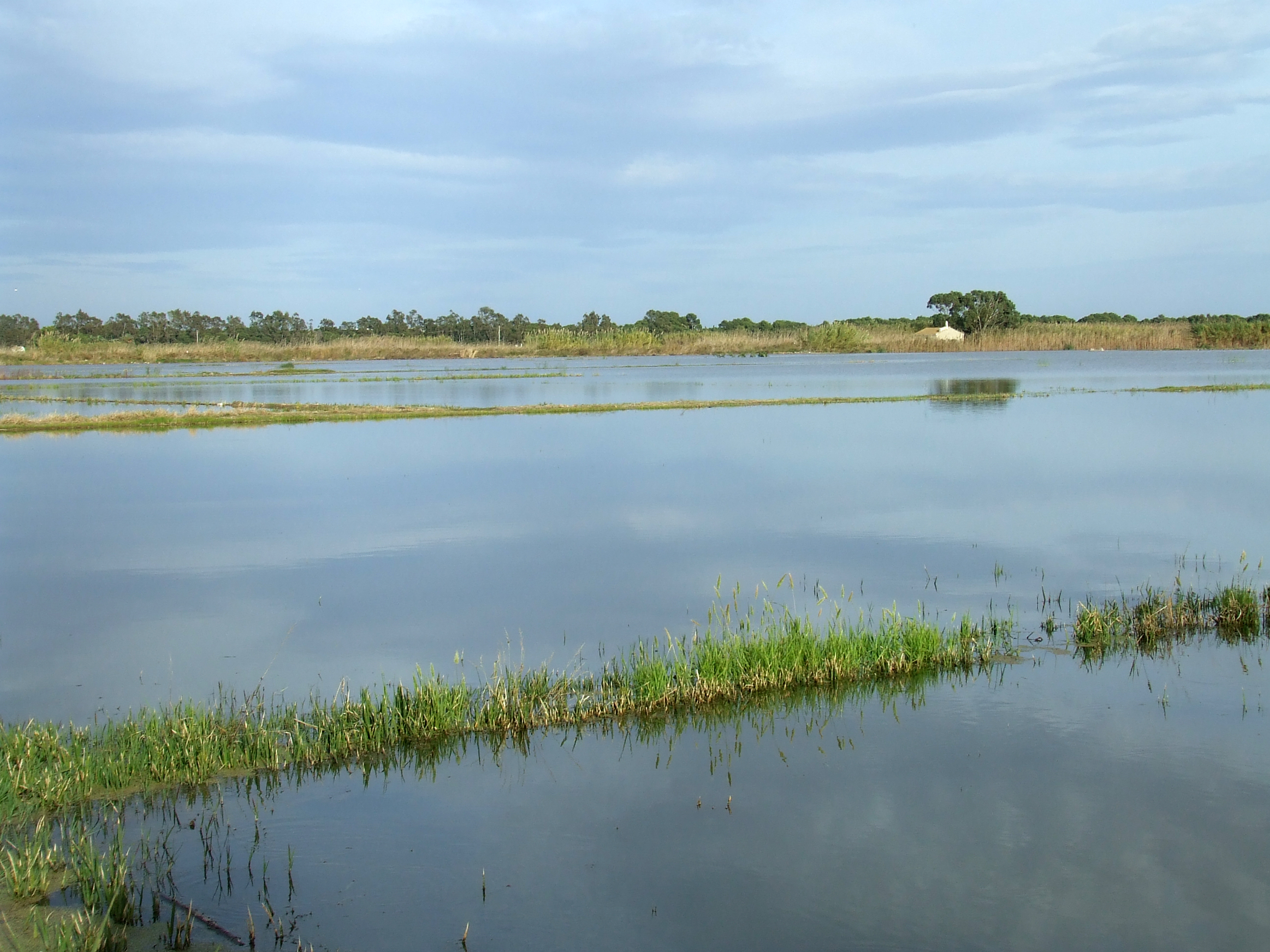
Campos de arroz en la marjal

El marjal son las tierras que anteriormente formaban parte del lago y que ahora están dedicadas al cultivo del arroz. Sus cerca de 14 000 hectáreas son el área más extensa del parque, representando las zonas llanas inundables y formando un paisaje agrario con gran significado histórico en el contexto valenciano. Aunque se trata de un medio antropizado y sometido a un régimen de explotación intensiva, el arrozal constituye un hábitat imprescindible para el funcionamiento del sistema ecológico de la Albufera y una actividad económica tradicional de la población de la zona.
El arrozal confiere una clara estacionalidad a todo el sistema, con las alternancias de inundación/desecación de los campos y el crecimiento de la planta, que hacen variar considerablemente la extensión y características de la superficie inundada, configurándose en sentido ecológico como una laguna temporal que se inunda en otoño y se deseca en primavera, y como zona de cultivo en verano.

#### Los manantiales (ullals)

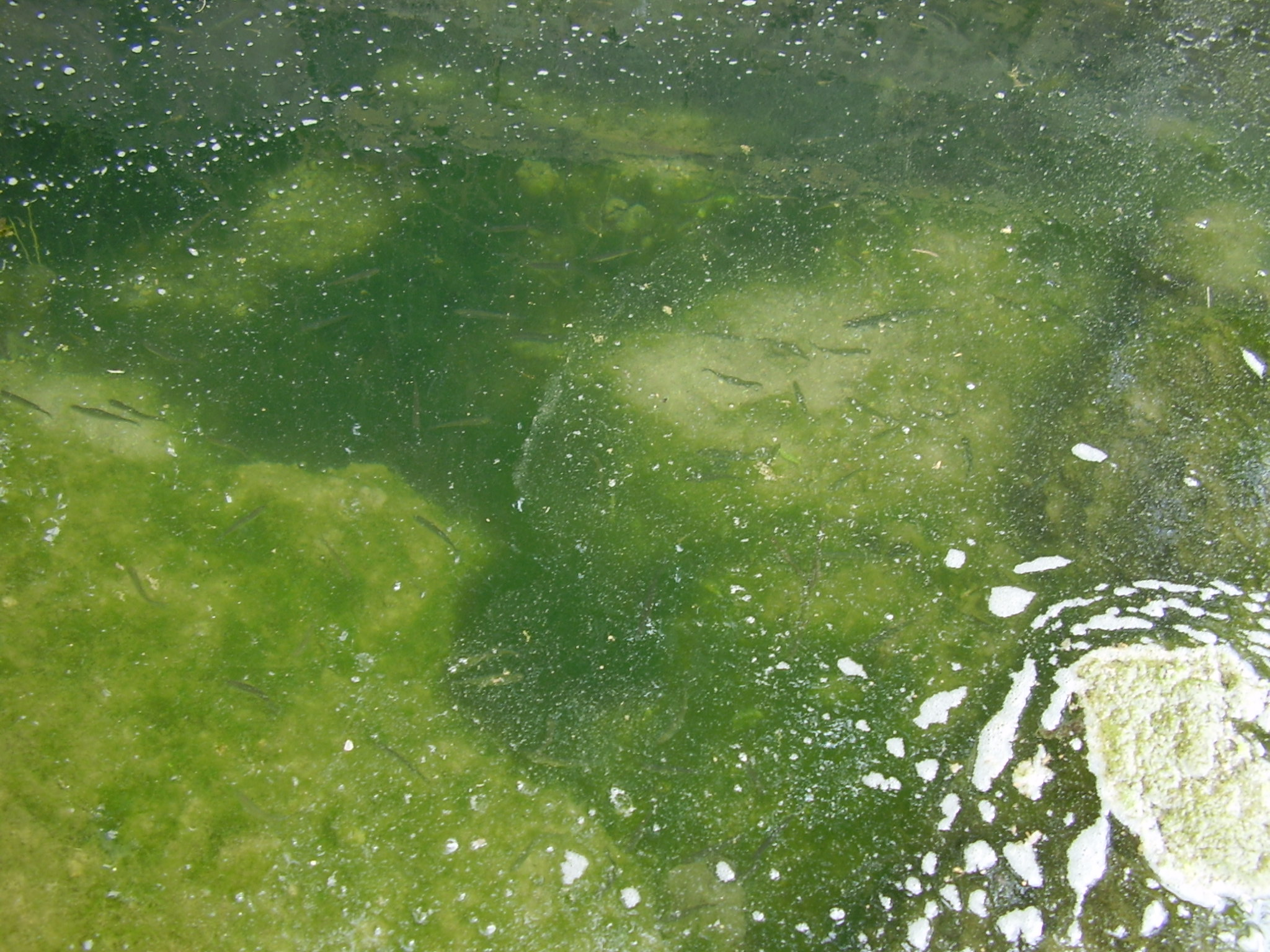
Un ullal («manantial»)

Los ullals son los manantiales que encontramos a lo largo del marjal de la Albufera. En estos manantiales hallamos fauna autóctona como el samarugo y el fartet, del mismo modo que hallamos vegetación, tanto acuática, como palustre y de ribera.
De este modo, los valores más importantes de los ullals son, la presencia de invertebrados endémicos del parque, una vegetación acuática de agua dulce de las mejor conservadas en la península, ser el hábitat de varios peces en peligro de extinción, y ser la fuente principal de aguas limpias que desaguan al lago.
A lo largo de todo el marjal hay cerca de 50 manantiales, los cuales pueden estar en diversos estados de conservación. Algunos como el Ullal Gros (manantial grande), el Ullal de Baldoví, la Laguna del Samarugo o los Ullals de Senillera, están en muy buen estado, y tienen poblaciones de especies vegetales y animales en peligro de extinción mientras que los manantiales que hallamos en los municipios de la Huerta Sur están muy degradados.

### El lago

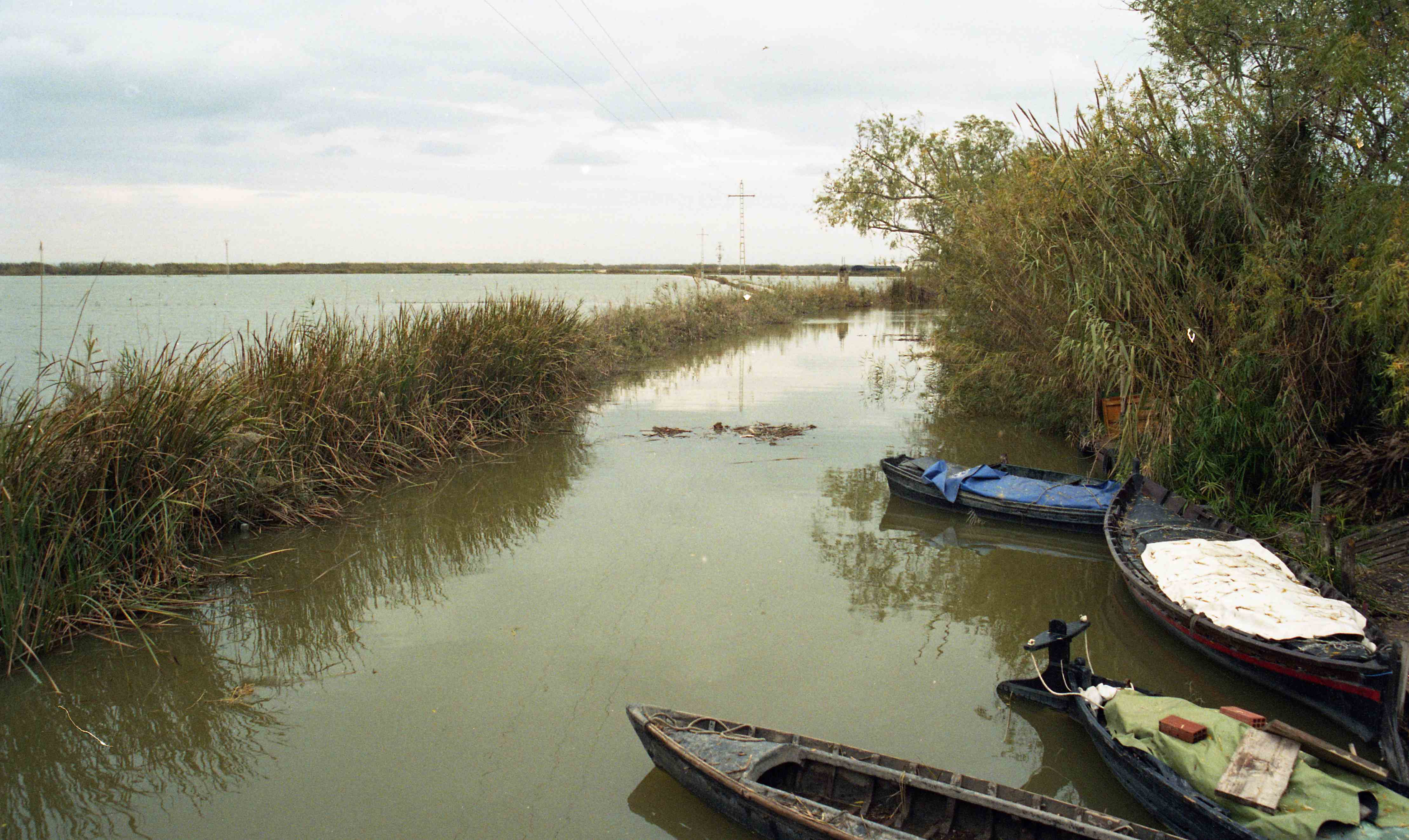
Barcas en el lago

El lago se extiende a unos 10 kilómetros de la ciudad de Valencia hacia el sureste. Es el más grande del país, se encuentra separado del mar por un cordón dunar asentado por las raíces de una serie de pinos, adaptados a esta situación, y por una gran abundancia de matorral bajo. Antiguamente las aguas cristalinas permitían ver el fondo, y sus aguas eran consumidas sin problemas por los pescadores, especialmente en los ullals.
Aún hoy podemos disfrutar de las barcas impulsadas por velas latinas, y por las llamadas «perchas» (palo alargado con el que el barquero impulsaba la embarcación apoyando en el suelo del lago) o remos, hoy también con motor, embarcaciones estas que se encuentran entre las de más antigüedad en su forma de navegar, ya que la VELA LATINA es una de las formas de navegación más antiguas conocidas. Durante la época de mejor tiempo se ofrecen por las diferentes asociaciones de Vela Latina como son la de Catarroja, El Palmar, Silla o Sollana exhibiciones de esta navegación a vela los sábados.
Actualmente el lago se ha reducido aproximadamente a un tercio de lo que era en el siglo XIX, cuando llegaba hasta Valencia, a la conocida como Cruz de la Conquista, y se extendía hasta Sueca, a un paraje llamado la Montanyeta dels Sants. Ya a principios del siglo XX su superficie se había visto reducida a 7 por 6 kilómetros desde los 17 por 6 de 100 años antes. Afirmaba Pérez Escrich que en 1930 tenía 9 leguas de circunferencia.
Eso le permitía ser un eficaz medio de comunicación entre las distintas poblaciones y la capital, existiendo transportes regulares.

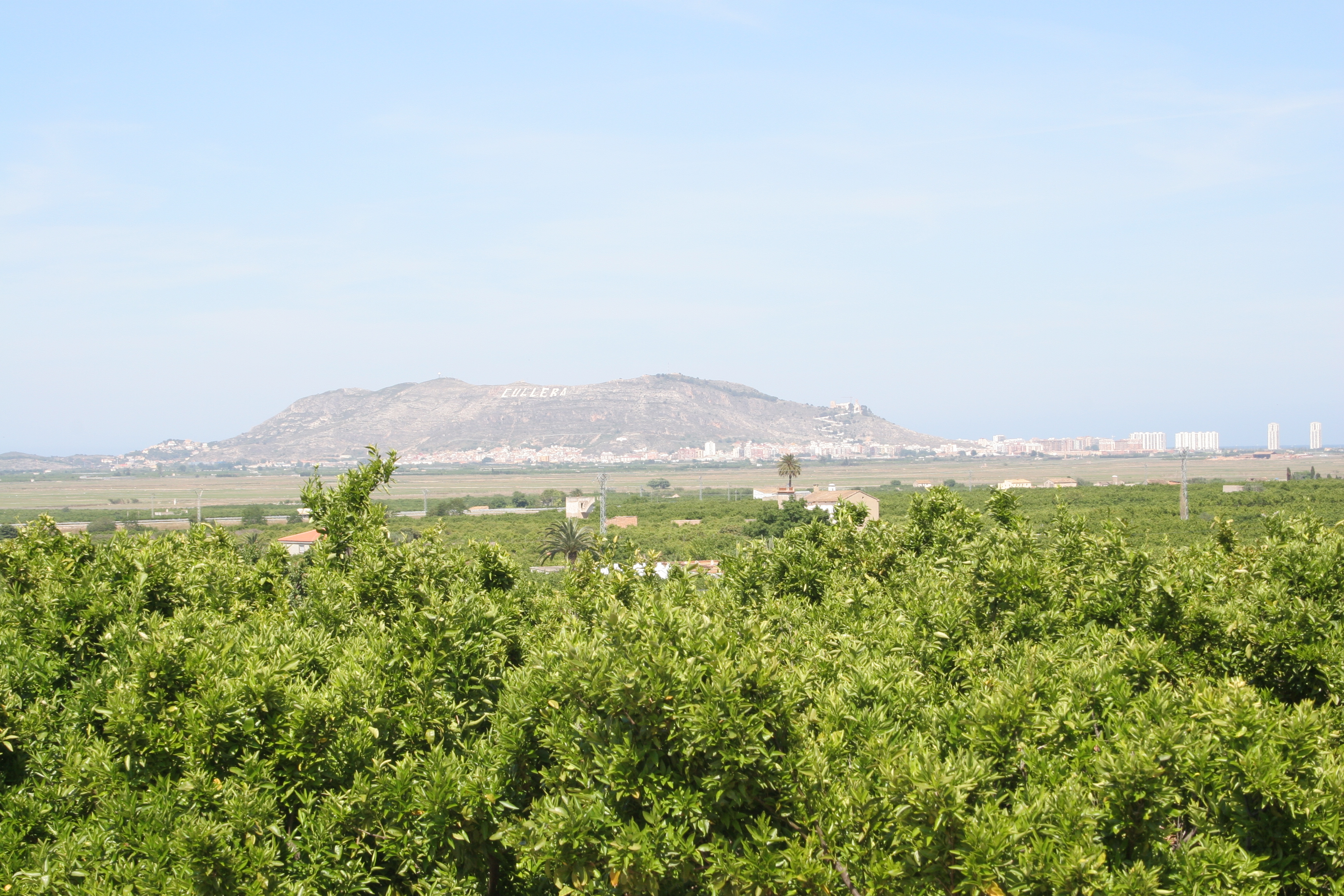
La Sierra de las Zorras, Cullera

En 1909, Emilio Sarzo, en su libro de caza acuática, la Albufera y la Calderería, cuenta que la profundidad era muy desigual, estando en algunos lugares las plantas acuáticas muy próximas a la superficie y en otros lugares existían 3 o 4 brazas de profundidad. En la actualidad, la Albufera está en un período de colmatación, debido a los numerosos aportes que recibe de los barrancos de su parte oeste. Su profundidad media es de menos de un metro, aunque en algunos puntos se pueden alcanzar los 130 centímetros.

### El Monte
El Monte, aunque se halla escasamente representado, cabe resaltar los relieves de origen cretácico situados en el término de Cullera (El Cabezol y la Montaña de los Zorros) y en el término de Sueca (Montaña de los Santos).
El valor ambiental principal reside en su papel de hito paisajístico. El Monte representa un islote de vegetación arbórea de singular belleza en medio de la llanura homogénea del marjal, destacando en el horizonte desde cualquier rincón del parque.

## Ecología

### Vegetación

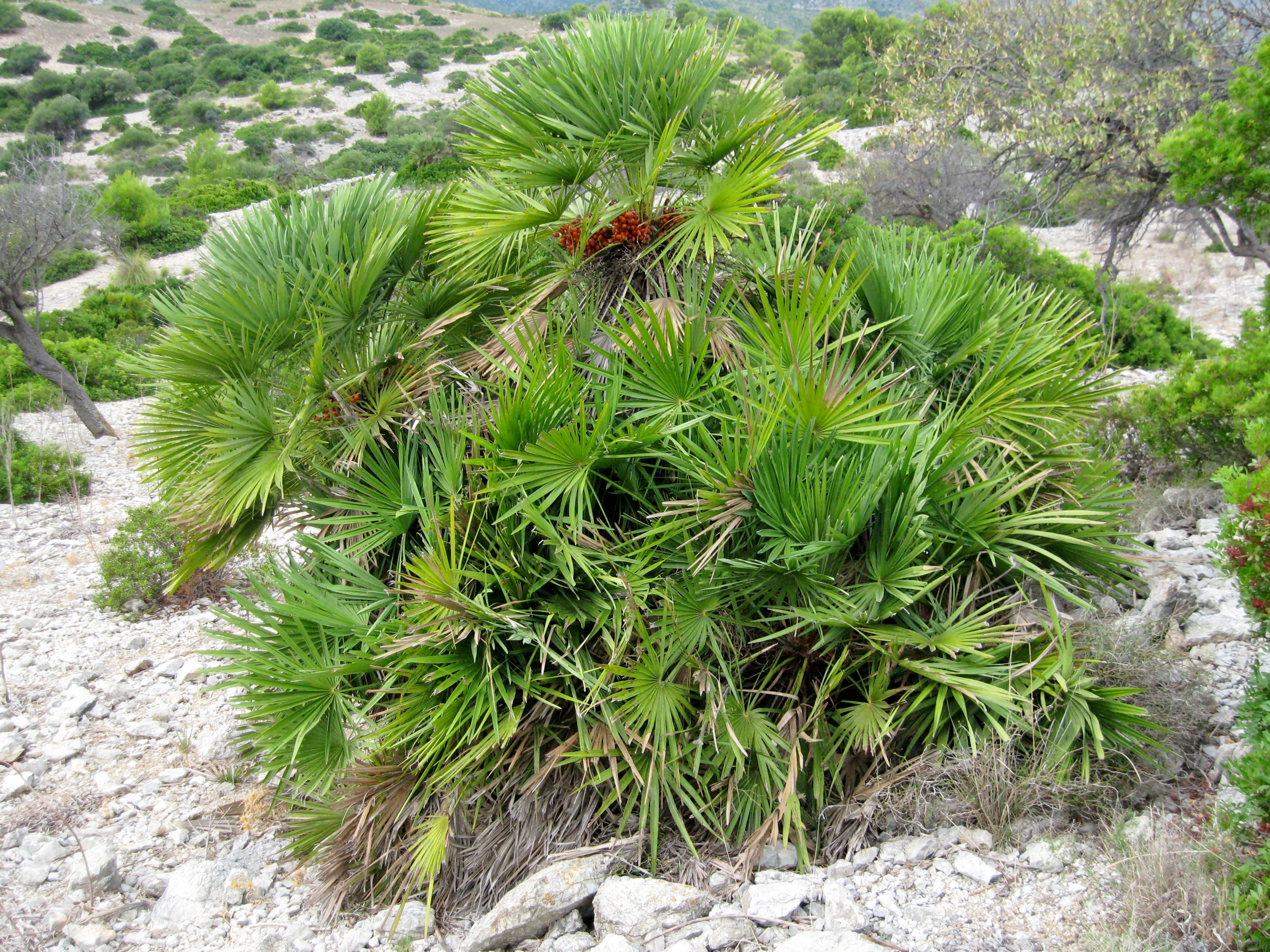
Palmito (Chamaerops humilis)

Las especies vegetales que existen en la Dehesa se incluyen en las siguientes comunidades: dunas litorales, saladares, maquia y bosque mediterráneo, y formaciones palustres.
En el caso de las dunas litorales (más cercanas al mar) destaca la presencia de especies pioneras propias de dunas móviles como la grama de duna o la campanilla de mar y de dunas fijas como el aladierno o el lentisco.
En las malladas se acumulan sales, por lo que las plantas que viven aquí están adaptadas a las altas concentraciones salinas, de ahí el nombre de saladares. Suelen ser vegetales suculentos, como por ejemplo la hierba salada y la barrilla.
La Maquia y el bosque mediterráneo está formado por especies arbóreas y arbustivas como el pino carrasco, el taray, el lentisco, el enebro y la coscoja, además del mirto, el tomillo, la aliaga, el romero, la satureja y el palmito.
En último lugar, siempre en contacto con el lago de la Albufera y los diferentes canales y acequias, se desarrollan comunidades palustres, entre las cuales predominan las cañas, las aneas, las mansiegas y los carrizos, los cuales hunden sus raíces en el agua dulce o el lodo húmedo.

### Fauna

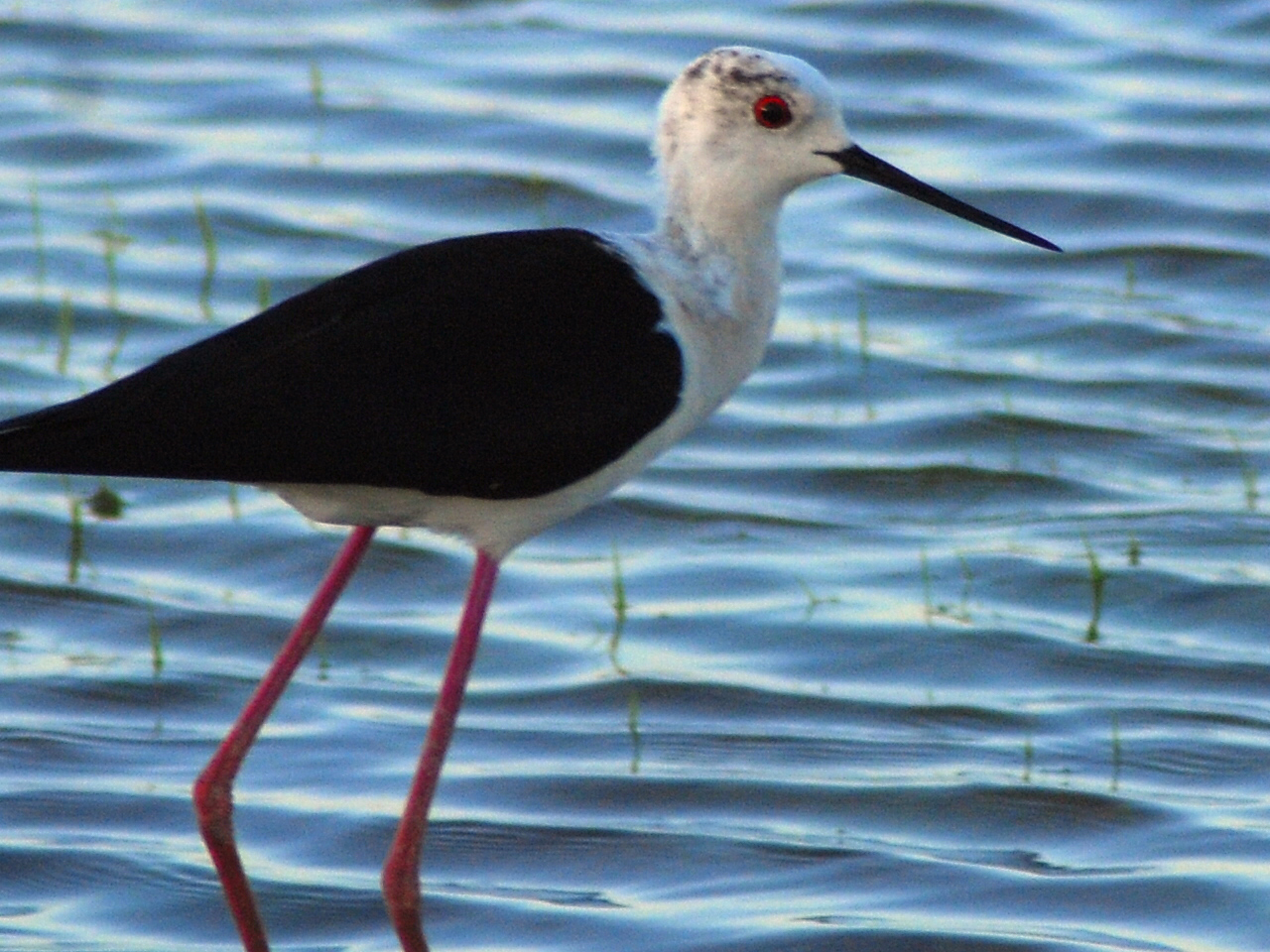
Cigüeñuela común (Himantopus himantopus himantopus)

El lago tiene gran diversidad de animales en su entorno. Aunque se pueden destacar algunas especies de peces, como el fartet y el samarugo, por ser dos especies de peces en peligro de extinción, la reciente aparición del pez babosa Blennius fluviatilis, y la anguila, mújol y lubina por su importancia económica.
Aunque sin lugar a dudas este parque es conocido por la extraordinaria riqueza avícola que posee destacando entre las anátidas el pato colorado con hasta 10 000 ejemplares, la cuchara común con hasta 20 000 ejemplares o el ánade azulón.
También son destacables las colonias de garzas, pudiendo reseñar la garcilla bueyera, la garcilla cangrejera o la garza real.
Por último es reseñable la presencia de especies como el charrán común, el charrán patinegro, la cigüeñuela común, la cerceta pardilla o la gaviota.

#### Reservas del samarugo
El samarugo (Valencia hispanica) o samaruc en valenciano, es un pez autóctono de la costa mediterránea ibérica que está en peligro de extinción por la destrucción de su hábitat, por lo que se ha creado una serie de reservas en las que se cría a este pequeño pez. Las reservas, situadas en la zona del parque natural de la Albufera, están distribuidas por la zona de marjal del parque, manantiales regenerados.
En estas reservas también se trata de recuperar otros organismos, el nenúfar blanco, la utricularia (una planta carnívora), la Marsilea quadrifolia, la trencadalla, etc. Otras especies animales a recuperar son el fartet, la comilleja (mossegadoret) y la gamba gabacha. La principal reserva del samarugo es el ullal artificial que se ha creado en el término municipal de Algemesí, en la Partida del Barranquet.

## Actividades tradicionales

### La caza
En las zonas con poca profundidad conocidas como alterons es donde están situados los puestos de tiro, pues la caza es una de las actividades históricas de la zona. Algunos cronistas destacan que ya en época musulmana era una zona de caza real, y posteriormente, tras la conquista, pasó a ser de titularidad de Jaime I y sus sucesores.
Tal era la riqueza de la zona comprendida entre el Grao de Valencia y Cullera, que según el botánico valenciano Cavanilles y otros cronistas de distintas épocas, abundaban los ciervos, jabalíes, cabras montesas, francolines, perdices, liebres, conejos, nutrias y hasta sesenta variedades de aves acuáticas, así como una enorme cantidad de peces. Como «Un rincón del Paraíso» lo definían a mediados del siglo XIII.
La cacería fuera de los límites del lago es relativamente reciente, teniendo como precedente la tirada anual que se celebraba en la Laguna de San Lorenzo de Cullera desde 1830; esta tirada se realizaba a finales de noviembre, prohibiéndose tirar desde el 1 de septiembre a fin de permitir que se recuperara el número de aves en la zona.
Actualmente, se practica la caza en régimen de «vedados» en Sueca, Cullera y Silla, realizando ocho tiradas cada temporada en sábado, entre finales de noviembre y mediados de enero. Mención aparte merece el vedado de Sollana, ya que su importancia era mayor que el de Silla; sin embargo, ya no se realizan tiradas en él. Tradicionalmente, al finalizar las tiradas en los «vedados», se realizaban las càbiles, en las que se cazaba durante ocho o diez días consecutivos y podía participar cualquier miembro de las sociedades de cazadores en su respectivo coto.
La estructura cinegética del parque, los cotos de caza, cuenta con una superficie de arrozal de 13 259 hectáreas, de las que 4201 corresponden a los «vedados».

### La pesca

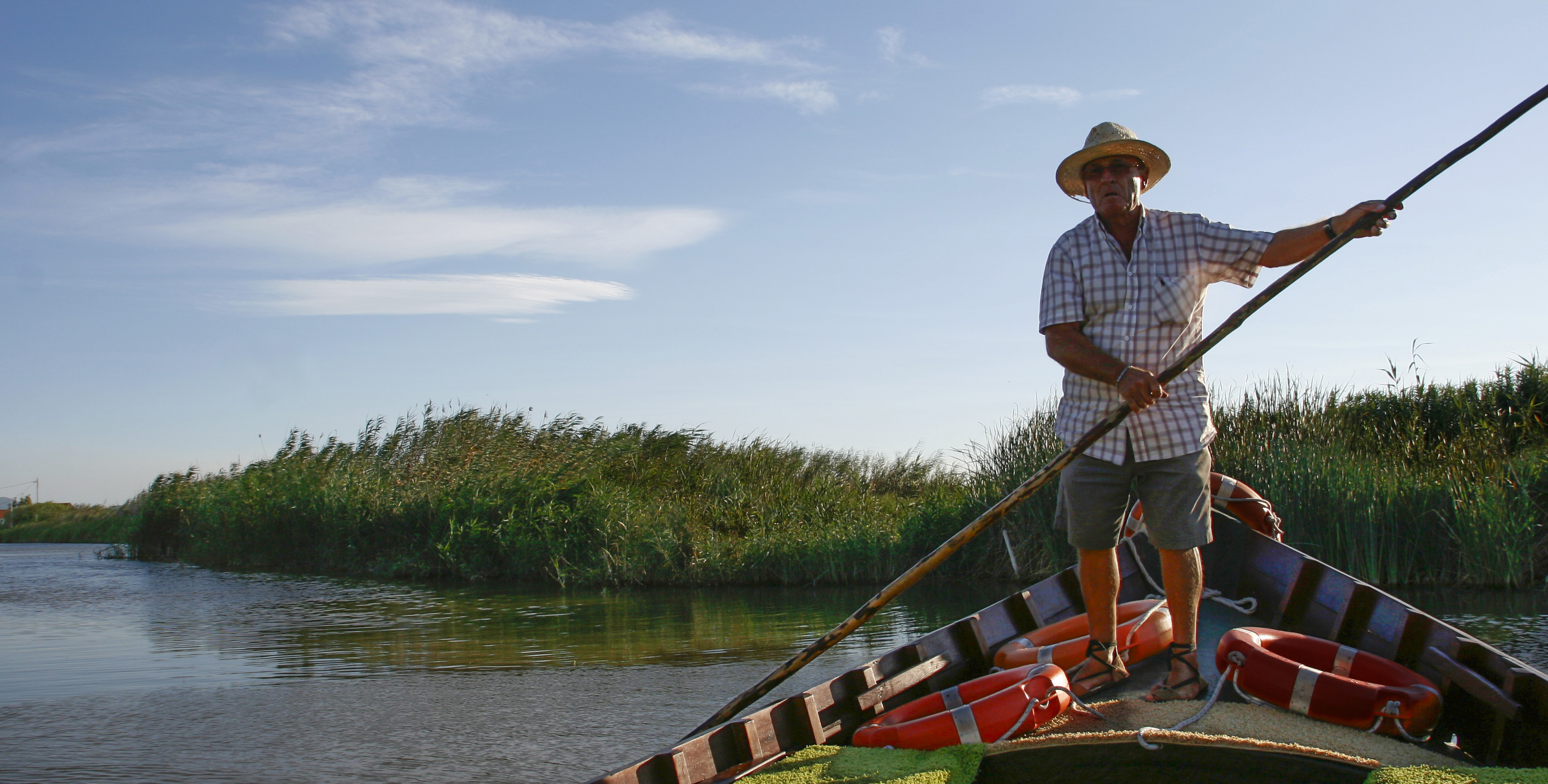
Pescador tradicional de la Albufera

Los musulmanes ya explotaban la riqueza piscícola de la Albufera. A partir de la Reconquista, los diversos monarcas aragoneses y españoles propietarios de la Albufera también obtenían sus beneficios quedándose con la quinta parte de todo lo que se pescaba en el lago. En 1857 la actividad pesquera comienza a regularse de un modo más ordenado y acorde con los tiempos que corrían. Se firman los primeros tratados con las distintas cofradías pesqueras de la zona para conseguir que los tributos se pagaran en metálico y no en especies.
Hoy en día, como consecuencia de la excesiva explotación y contaminación de las aguas, y de la inadecuada regulación de las compuertas del Pujol que impiden el intercambio natural de especies con el mar, la actividad pesquera únicamente se mantiene gracias a la liza. Las otras dos especies, anguila y lubina han ido desapareciendo progresivamente.

### La agricultura

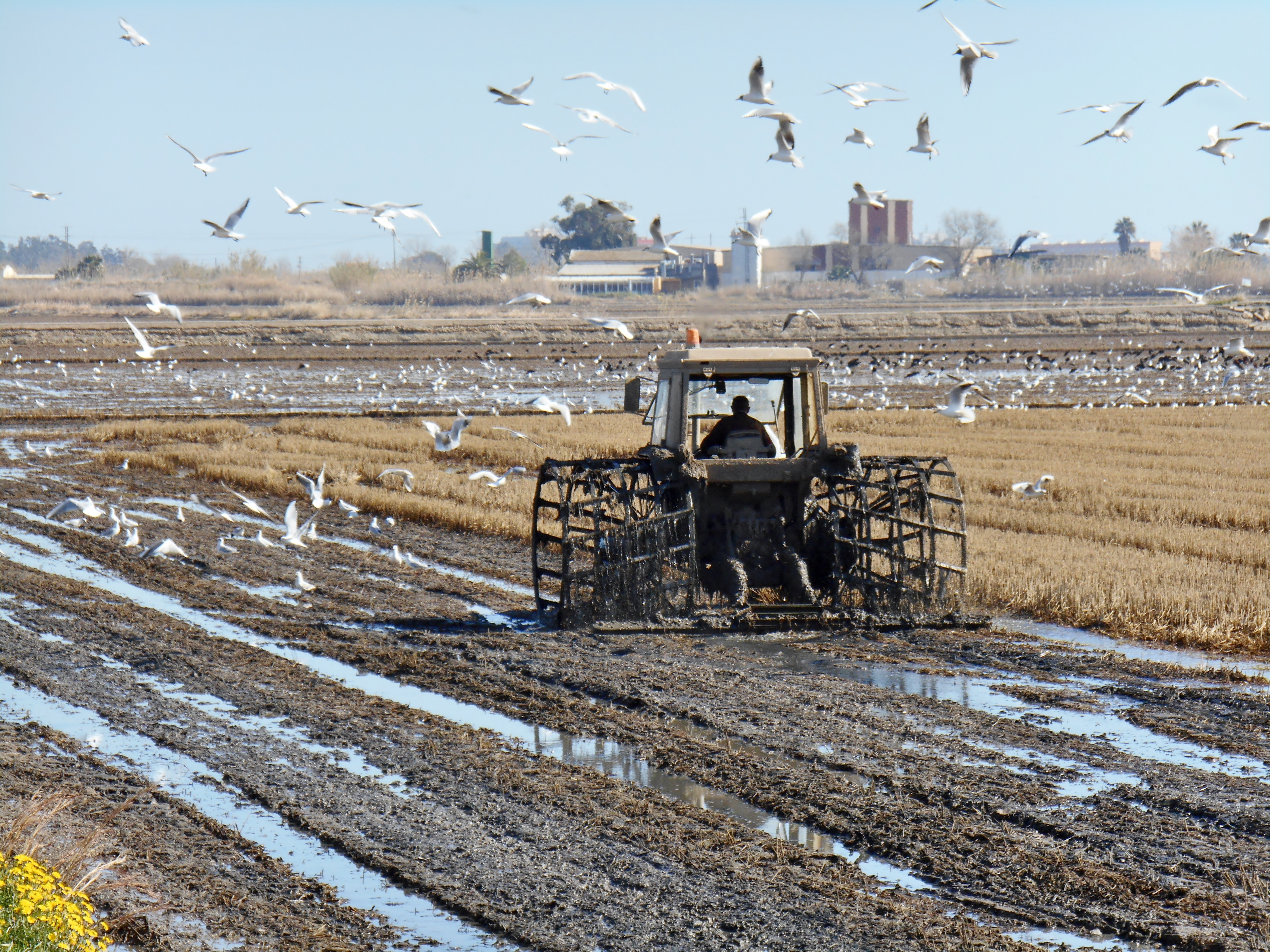
Tareas de fangueo en los campos de arroz en la marjal, Sueca

La agricultura de la Albufera es fundamentalmente el arroz. La Albufera ha evolucionado juntamente a este cultivo ya desde tiempos incluso anteriores a Jaime I (ya que el arroz fue introducido por los árabes). En la Albufera, el cultivo del arroz ha sido prohibido y autorizado varias veces desde el siglo XV, ya que la necesidad de grandes áreas con aguas estancadas suponía un peligroso foco de infección para la población.
El procedimiento empleado para elevar el nivel del terreno y ponerlo en cultivo consistía en realizar, en primer lugar una mota o margen de tierra que sobresalía del nivel del lago, delimitando la parcela del resto del lago. Posteriormente, se acarreaba mediante barcas (albuferencs) el barro hasta elevar lo suficiente el terreno en la parcela y hacerlo apto para el cultivo del arroz.
El arroz producido en el parque natural es casi en su totalidad del tipo denominado «redondo» o «bomba», fundamentalmente la variedad bahía.
Sin embargo también se daba otra actividad, que consistía en la obtención del fango del fondo de la laguna, al que se le daba uso para la construcción. El proceso era tedioso y sacrificado, ya que se utilizaba una especie de azada con un mango lo suficientemente largo como para alcanzar el fondo de la laguna. Este material se transportaba hasta la ciudad a través de los canales que derivaban de la laguna hacia el interior.

## Problemas medioambientales

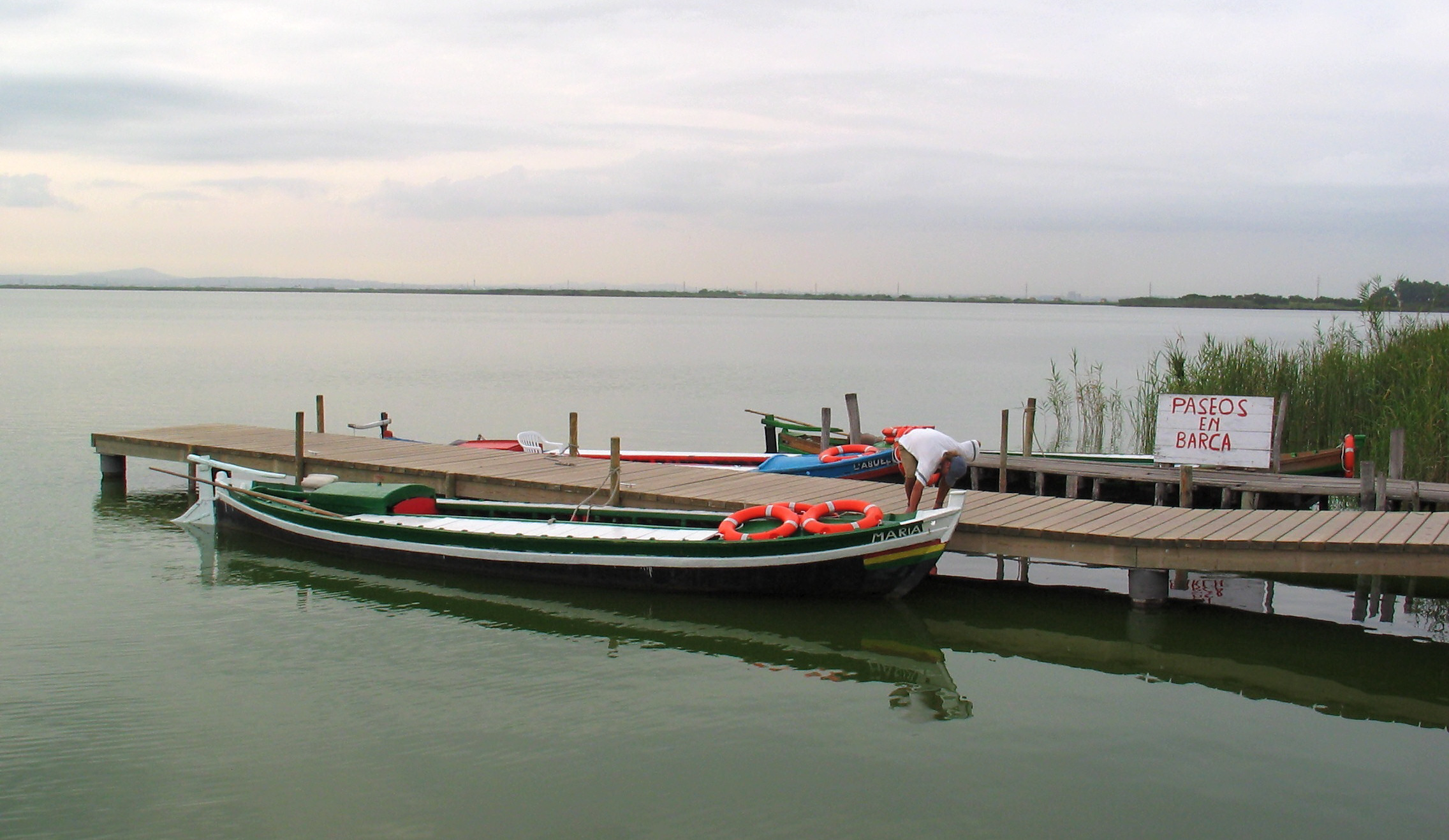
El lago Albufera cerca de Valencia (España).con problemas medioambientales,un 80% aguas turbias

La Albufera, al igual que todos los humedales, son áreas muy sensibles, por lo que se ven gravemente afectadas por distintos problemas como la contaminación de las aguas, la perturbación del régimen hídrico -principalmente en relación con los manantiales-, la colmatación del marjal, la urbanización en el sistema dunar, la presión industrial en torno al parque -fundamentalmente en los municipios de la Huerta Sur y la ciudad de Valencia-, los impactos negativos que generan las distintas infraestructuras, como carreteras o el puerto de Valencia, así como por el aumento de la presión turística y recreativa. Todo esto ha provocado que el agua de la Albufera llegue a ser un 80% más turbia que hace años.